# Daniel Bautista
Pour les articles homonymes, voir Bautista (homonymie).
Daniel Bautista Rocha, plus souvent appelé Daniel Bautista, né le 4 août 1952 à El Salado, un quartier de San Luis Potosí, est un athlète mexicain spécialiste de la marche athlétique.
Il fut recordman du monde du 20 km marche de 1979 à 1984.

## Palmarès

### Jeux olympiques
- Jeux olympiques de 1976 à Montréal
  -  Médaille d'or du 20 km marche en 1 h 24 min et 41 s
- Jeux olympiques de 1980 à Moscou[1]
  - disqualifié aux 20 km marche
  - non partant du 50 km marche

### Jeux Panaméricains
- Jeux panaméricains de 1975
  -  Médaille d'or au 20 km marche
- Jeux panaméricains de 1979
  -  Médaille d'or au 20 km marche en 1 h 28 min et 15 s

### Autres
Coupe du monde de marche:
- 1er du 20 km marche en 1 h 24 min et 02 s en 1977 à Milton Keynes ( Royaume-Uni)
- 1er du 20 km marche en 1 h 18 min et 49 s en 1979 à Eschborn( Allemagne)

## Records
Record du monde du 20 km marche du 29 septembre 1979 à 1984